# Flecha Valona 1937
La Flecha Valona 1937 se disputó el 2 de mayo de 1937, y supuso la edición número 3 de la carrera. El ganador fue el belga Adolph Braeckeveldt. Sus compatriotas Marcel Kint y Albert Perikel fueron segundo y tercero respectivamente.  

## Clasificación final
| Pos. | Ciclista             | Equipo             | Tiempo   |
| ---- | -------------------- | ------------------ | -------- |
| 1    | Adolphe Braeckeveldt | Helyett-Hutchinson | 9h18'06" |
| 2    | Marcel Kint          | Mercier-Hutchinson | a 6"     |
| 3    | Albert Perikel       | De Dion-Bouton     | a 7'02"  |
| 4    | René Walschot        | J.B.Louvet-Wolber  | a 7'26"  |
| 5    | Marcel Van Houtte    | Alcyon-Dunlop      | a 7'44"  |
| 6    | Frans Bonduel        | Dilecta            | s.t.     |
| 7    | Camiel Michielsens   | Colin-Wolber       | s.t.     |
| 8    | Henri Garnier        | France-Sport       | s.t.     |
| 9    | Georges Christiaens  | Ch. Pélissier      | s.t.     |
| 10   | Jef Moerenhout       | Dilecta-Wolber     | a 15'34" |